# Sebastian Vettel
Sebastian Vettel (Heppenheim, 3 de julho de 1987) é um automobilista alemão que competiu na Fórmula 1 entre 2007 a 2022 e conquistou quatro títulos mundiais consecutivos nas temporadas 2010, 2011, 2012 e 2013. Também foi vice-campeão por 3 vezes, em 2009, 2017 e 2018.
Em 2010, tornou-se o mais jovem campeão da história da Fórmula 1, correndo pela escuderia Red Bull Racing, equipe campeã de construtores também na mesma temporada. No ano de 2011, conquistou o terceiro lugar no Grande Prêmio do Japão, o que foi suficiente para que se tornasse, aos 24 anos e 87 dias de idade, o mais jovem bicampeão da história da Fórmula 1. Em 25 de novembro de 2012, tornou-se o mais jovem tricampeão mundial da Fórmula 1 e, em 27 de outubro de 2013, tornou-se o mais jovem tetracampeão mundial da Fórmula 1, aos 26 anos de idade.

## Carreira
Vettel começou no automobilismo aos sete anos, pilotando kart. Em 2004, na F-BMW Alemã, venceu 18 de 20 corridas disputadas e conquistou o título da competição. Nos anos seguintes, Vettel correu na F-3 Europeia e passou a despertar interesse da BMW, onde passou a realizar testes.

### Williams
Em 2005 Vettel fez seu primeiro teste na F1 pela Williams.

### BMW Sauber

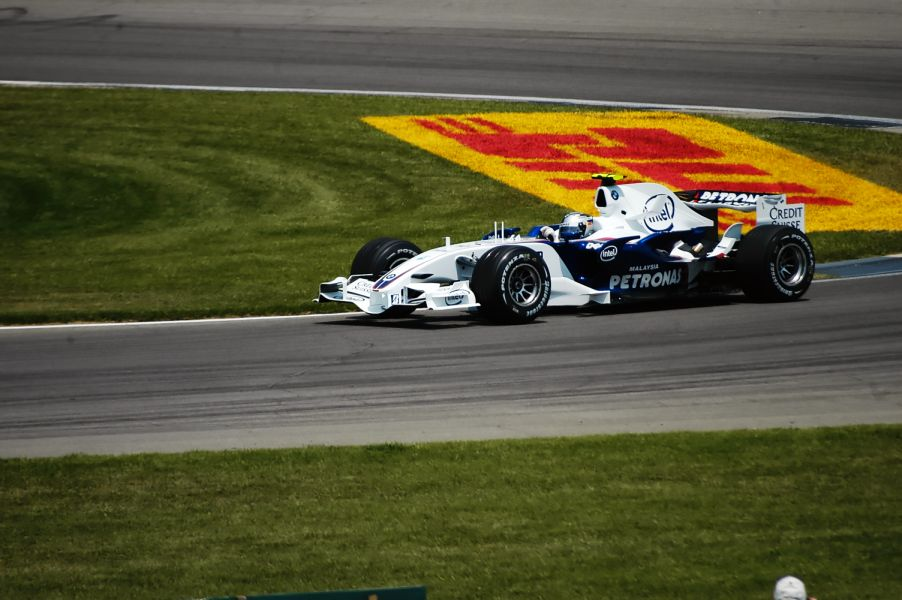
Vettel no GP dos Estados Unidos em 2007

Estreou em 2006 como terceiro piloto da equipe BMW Sauber, participando dos treinos livres para o Grande Prêmio da Turquia. Aos dezenove anos e cinquenta e três dias de idade, tornou-se o piloto mais jovem a participar de um evento de Fórmula 1.
Sua estreia na Fórmula 1 aconteceu durante o Grande Prêmio dos Estados Unidos de 2007, quando substituiu o titular Robert Kubica. Na ocasião, Vettel terminou a corrida na oitava posição, conquistando o primeiro ponto da carreira na categoria.

### Toro Rosso

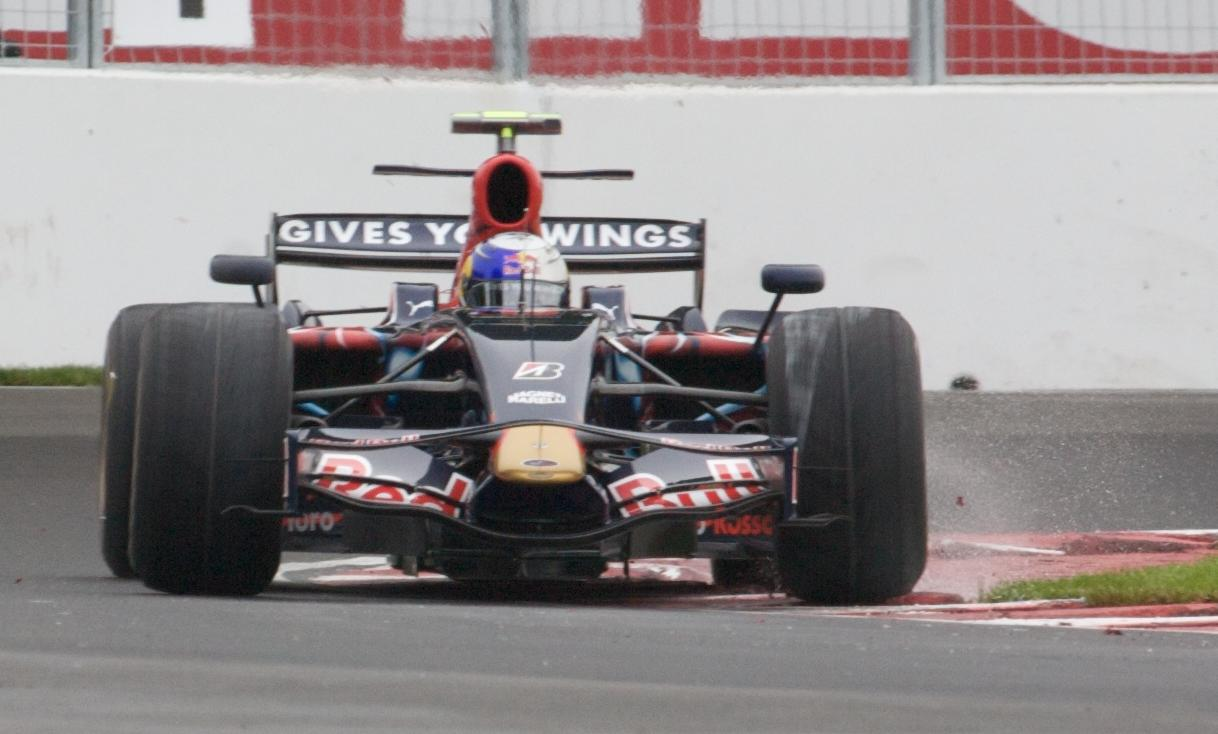
Vettel correndo pela no Grande Prêmio do Canadá de 2008.

Às vésperas do Grande Prêmio da Hungria de 2007, Vettel foi confirmado como novo piloto da Scuderia Toro Rosso, em substituição ao norte-americano Scott Speed, que saiu após desentendimentos com a equipe.
Em 14 de setembro de 2008 venceu de forma surpreendente o Grande Prêmio da Itália, conquistando a primeira vitória da carreira na categoria e também da equipe Toro Rosso. Com esse feito, tornou-se o piloto mais jovem a vencer um Grande Prêmio, com vinte e um anos, três meses e oito dias. Marcou outro recorde com somente nove meses de carreira na Fórmula 1: se tornou o piloto mais jovem a ser multado pela FIA por uma infração ao passar do limite de velocidade nos boxes enquanto acessava a pista pela primeira vez. Também foi o mais jovem piloto a pontuar em sua corrida de estreia no Grande Prêmio dos Estados Unidos de 2007.

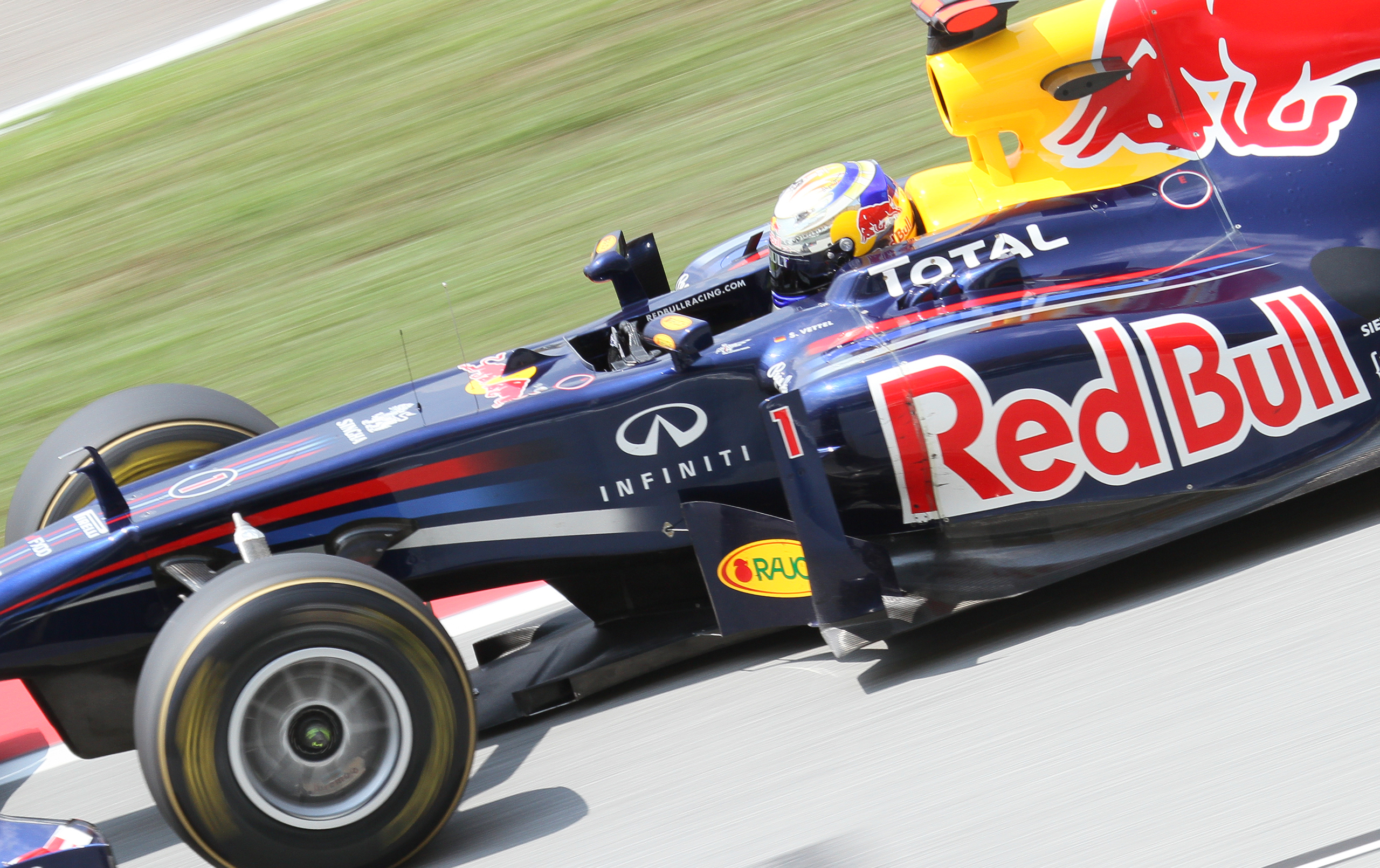
Vettel correndo pela no Grande Prêmio da Malásia de 2011.

### Red Bull
Em 2009, Vettel passa a correr na Red Bull Racing, substituindo David Coulthard, que se aposentou ao fim de 2008.
Em 19 de abril de 2009, no Grande Prêmio da China, conquistou a segunda vitória na categoria e a primeira da equipe Red Bull.
Em 1 de novembro, Vettel terminou na segunda colocação no Mundial — sendo o mais novo piloto a conseguir tal feito — logo após sua vitória na estreia do Grande Prêmio de Abu Dhabi, ficando atrás apenas do britânico Jenson Button no campeonato.
Em 19 de novembro de 2009, Vettel foi eleito o melhor piloto do ano pela revista inglesa "Autosport", em uma votação feita com os chefes de equipe da categoria.
O piloto alemão começou a temporada de 2010 marcando a pole position nas duas primeiras etapas, no entanto, por problemas no carro, acabou perdendo a liderança, inclusive sendo obrigado a abandonar na segunda corrida. A primeira vitória na temporada veio na terceira corrida, o Grande Prêmio da Malásia, quando superou o companheiro de equipe Mark Webber, que chegou em segundo. Em 14 de novembro, Vettel tornou-se o campeão da categoria, após vencer a ultima corrida da temporada, o Grande Prêmio de Abu Dhabi. Vettel tornou-se o campeão mais novo da história, com 23 anos, 4 meses e 11 dias. Vettel também se tornou o 1º piloto da história da Fórmula 1 a ser campeão sem ter liderado o campeonato antes da última prova.
No dia 24 de fevereiro de 2012 o piloto recebeu do presidente da Alemanha, Horst Seehofer, a distinção "Silberne Lorbeerblat" (folha de prata), mais alta condecoração concedida pelo governo alemão a esportistas, pela conquista do bicampeonato.
Em 25 de novembro de 2012, tornou-se o mais jovem tricampeão mundial da Fórmula 1, chegando em sexto colocado no Grande Prêmio do Brasil, última prova da temporada. Vettel se tornou campeão com três pontos de vantagem para Fernando Alonso, que chegou na segunda posição.
Em 27 de outubro de 2013, tornou-se o mais jovem tetracampeão mundial da Fórmula 1, após ser o primeiro colocado no Grande Prêmio da Índia, com quatro provas de antecedência. Com uma temporada perfeita e sem erros, Vettel foi tetracampeão com uma larga vantagem em relação a Fernando Alonso, que chegou na décima primeira posição.

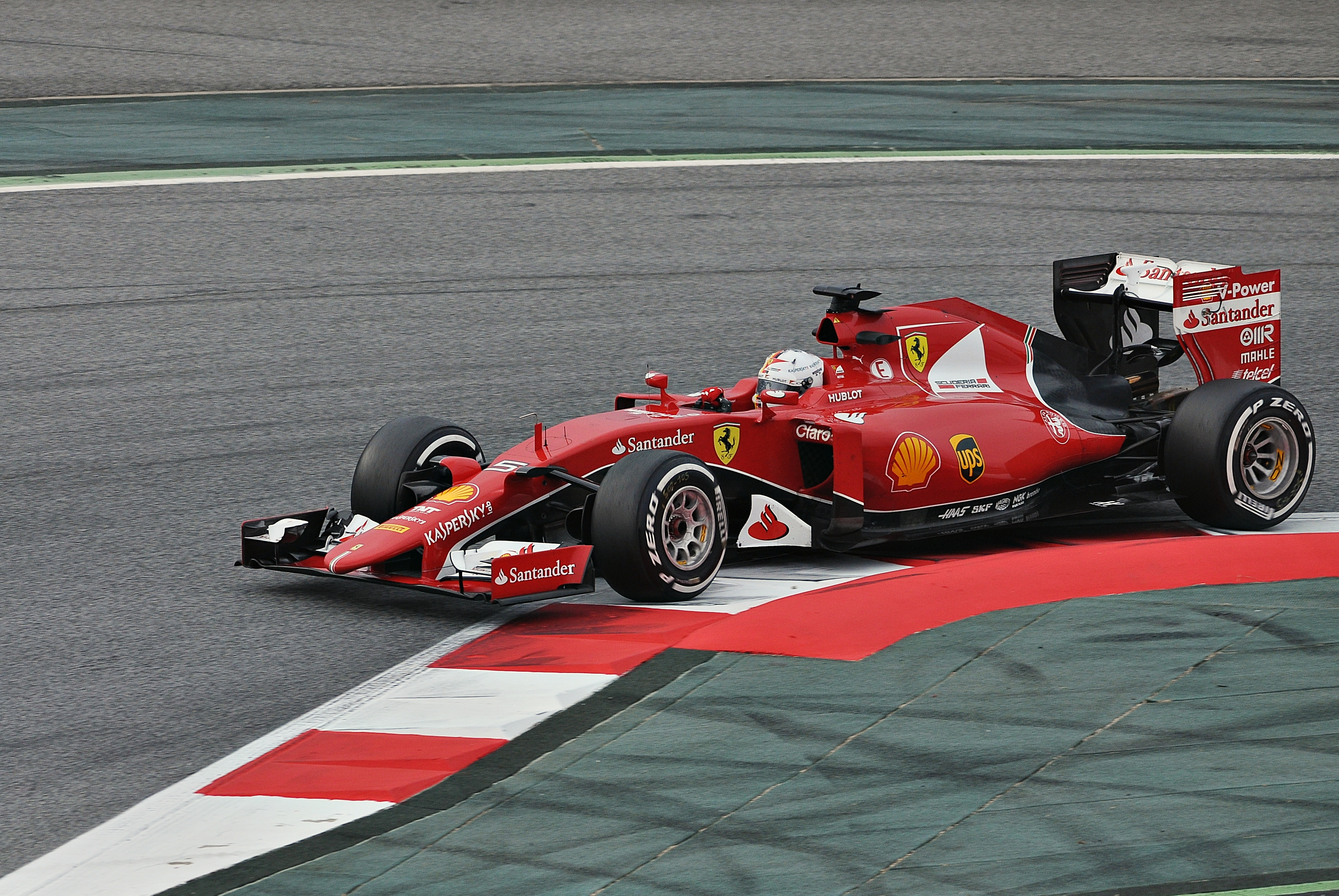
Vettel em 2015 com a Ferrari

Durante o fim de semana do Grande Prêmio do Japão de 2014, anunciou que deixa a equipe ao fim da temporada de 2014 antes do término de seu contrato, que se concluiria somente em 2015.

### Ferrari
Em 20 de novembro de 2014 a Ferrari anunciou a contratação de Vettel por três temporadas, substituindo Fernando Alonso, a partir de 2015. Sua primeira vitória pela nova equipe veio no Grande Prêmio da Malásia de 2015. Com a vitória no Grande Prêmio de Singapura de 2015, sua 42ª conquista, superou Ayrton Senna.
No Grande Prêmio da Bélgica de 2018, Vettel superou Alain Prost com 51 vitórias, e no momento, tornou-se o quarto maior vencedor da história da categoria com 52 vitórias.
No dia 12 de maio de 2020, a Ferrari confirmou através de um comunicado oficial publicado no site e nas redes sociais da escuderia italiana, que o tetracampeão mundial não renovou o contrato com a equipe e vai deixar a equipe no fim da temporada 2020 da Fórmula 1.

### Aston Martin
Em 10 de setembro de 2020, foi anunciado que Vettel se mudaria para a equipe Aston Martin a partir da temporada de 2021, onde substituiu Sergio Pérez.
Em 6 de junho de 2021, Vettel conquistou o pódio em segundo no Grande Prêmio do Azerbaijão e foi o primeiro pódio da equipe Aston Martin na Fórmula 1.

### Aposentadoria
Em 28 de julho de 2022, ele criou sua conta no Instagram, há muito tempo evitando as mídias sociais; no mesmo dia em que anunciou sua aposentadoria da Fórmula 1 no final da temporada de 2022.
Desde então tem conduzido diversas ações de visibilidade envolvendo pilotos da F1 e organizações ambientais, com registros publicados nas redes sociais e no site do ex-piloto. Para o GP de São Paulo de 2024, Vettel preparou uma nova homenagem à Ayrton Senna, com um capacete feito de materiais recicláveis e que busca dar visibilidade ao trabalho de catadoras e catadores.

## Marcas
Vettel é detentor de diversos recordes como piloto mais jovem na Fórmula 1.
- 2008 Scuderia Toro Rosso - Piloto mais jovem a cravar a pole position, com 21 anos, 2 meses e 10 dias
- 2009 Red Bull Racing - Piloto mais jovem a conquistar o vice-campeonato, com 22 anos, 3 meses e 29 dias
- 2010 Red Bull Racing - Piloto mais jovem a sagrar-se campeão da F-1, com 23 anos, 4 meses e 11 dias
- 2011 Red Bull Racing - Piloto mais jovem a faturar o bicampeonato, com 24 anos, 3 meses e 6 dias
- 2012 Red Bull Racing - Piloto mais jovem a conquistar o tricampeonato, com 25 anos, 4 meses e 20 dias
- 2013 Red Bull Racing - Piloto mais jovem a conquistar o tetracampeonato, com 26 anos, 3 meses e 24 dias

## Vida pessoal
Vettel reside em Ellighausen, comuna da Turgóvia, Suíça com sua companheira de longa data Hanna Prater e os três filhos do casal, Emilie, Matilda e um menino que nasceu em novembro de 2019 e não teve o nome revelado.

## Resultados na carreira

### Resultados na Fórmula 1
Legenda: (Corridas em negrito indicam pole position); (Corridas em itálico indicam volta mais rápida)
| Temporada | Equipe                                | Chassis            | Motor                               | 1       | 2       | 3       | 4       | 5      | 6       | 7       | 8       | 9       | 10      | 11      | 12     | 13      | 14      | 15      | 16      | 17      | 18      | 19      | 20      | 21      | 22     | Class. | Pontos |
| --------- | ------------------------------------- | ------------------ | ----------------------------------- | ------- | ------- | ------- | ------- | ------ | ------- | ------- | ------- | ------- | ------- | ------- | ------ | ------- | ------- | ------- | ------- | ------- | ------- | ------- | ------- | ------- | ------ | ------ | ------ |
| 2006      | BMW Sauber F1 Team                    | BMW Sauber F1.06   | BMW P86 2.4 V8                      | BAR     | MAL     | AUS     | SMR     | EUR    | ESP     | MON     | GBR     | CAN     | EUA     | FRA     | ALE    | HUN     | TUR TD  | ITA TD  | CHN TD  | JAP TD  | BRA TD  |         |         |         |        | -      | -      |
| 2007      | BMW Sauber F1 Team                    | BMW Sauber F1.07   | BMW P86/7 2.4 V8                    | AUS TD  | MAL TD  | BAR     | ESP     | MON    | CAN     | EUA 8   | FRA     | GBR     | EUR     |         |        |         |         |         |         |         |         |         |         |         |        | 14.º   | 6      |
| 2007      | Scuderia Toro Rosso                   | Toro Rosso STR2    | Ferrari 056 2.4 V8                  |         |         |         |         |        |         |         |         |         |         | HUN 16  | TUR 19 | ITA 18  | BEL Ret | JAP Ret | CHN 4   | BRA Ret |         |         |         |         |        | 14.º   | 6      |
| 2008      | Scuderia Toro Rosso                   | Toro Rosso STR2B   | Ferrari 056 2.4 V8                  | AUS Ret | MAS Ret | BAR Ret | ESP Ret | TUR 17 |         |         |         |         |         |         |        |         |         |         |         |         |         |         |         |         |        | 8.º    | 35     |
| 2008      | Scuderia Toro Rosso                   | Toro Rosso STR3    | Ferrari 056 2.4 V8                  |         |         |         |         |        | MON 5   | CAN 8   | FRA 12  | GBR Ret | ALE 8   | HUN Ret | EUR 6  | BEL 5   | ITA 1   | SIN 5   | JAP 6   | CHN 9   | BRA 4   |         |         |         |        | 8.º    | 35     |
| 2009      | Red Bull Racing                       | Red Bull RB5       | Renault RS27-2009 2.4 V8            | AUS 13  | MAS 15  | CHN 1   | BAR 2   | ESP 4  | MON Ret | TUR 3   | GBR 1   | ALE 2   | HUN Ret | EUR Ret | BEL 3  | ITA 8   | SIN 4   | JAP 1   | BRA 4   | ABU 1   |         |         |         |         |        | 2.º    | 84     |
| 2010      | Red Bull Racing                       | Red Bull RB6       | Renault RS27-2010 2.4 V8            | BAR 4   | AUS Ret | MAL 1   | CHN 6   | ESP 3  | MON 2   | TUR Ret | CAN 4   | EUR 1   | GBR 7   | ALE 3   | HUN 3  | BEL 15  | ITA 4   | SIN 2   | JAP 1   | COR Ret | BRA 1   | ABU 1   |         |         |        | 1.º    | 256    |
| 2011      | Red Bull Racing                       | Red Bull RB7       | Renault RS27-2011 2.4 V8            | AUS 1   | MAL 1   | CHN 2   | TUR 1   | ESP 1  | MON 1   | CAN 2   | EUR 1   | GBR 2   | ALE 4   | HUN 2   | BEL 1  | ITA 1   | SIN 1   | JAP 3   | COR 1   | IND 1   | ABU Ret | BRA 2   |         |         |        | 1.º    | 392    |
| 2012      | Red Bull Racing                       | Red Bull RB8       | Renault RS27-2012 2.4 V8            | AUS 2   | MAL 11  | CHN 5   | BAR 1   | ESP 6  | MON 4   | CAN 4   | EUR Ret | GBR 3   | ALE 5   | HUN 4   | BEL 2  | ITA Ret | SIN 1   | JAP 1   | COR 1   | IND 1   | ABU 3   | EUA 2   | BRA 6   |         |        | 1.º    | 281    |
| 2013      | Infiniti Red Bull Racing              | Red Bull RB9       | Renault RS27-2013 2.4 V8            | AUS 3   | MAL 1   | CHN 4   | BAR 1   | ESP 4  | MON 2   | CAN 1   | GBR Ret | ALE 1   | HUN 3   | BEL 1   | ITA 1  | SIN 1   | COR 1   | JAP 1   | IND 1   | ABU 1   | EUA 1   | BRA 1   |         |         |        | 1.º    | 397    |
| 2014      | Infiniti Red Bull Racing              | Red Bull RB10      | Renault Energy F1-2014 1.6 V6 t     | AUS Ret | MAL 3   | BAR 6   | CHN 5   | ESP 4  | MON Ret | CAN 3   | AUT Ret | GBR 5   | ALE 4   | HUN 7   | BEL 5  | ITA 6   | SIN 2   | JAP 3   | RUS 8   | EUA 7   | BRA 5   | ABU 8   |         |         |        | 5.º    | 167    |
| 2015      | Ferrari                               | Ferrari SF15-T     | Ferrari 059/4 1.6 V6 t              | AUS 3   | MAL 1   | CHN 3   | BAR 5   | ESP 3  | MON 2   | CAN 5   | AUT 4   | GBR 3   | HUN 1   | BEL 12† | ITA 2  | SIN 1   | JAP 3   | RUS 2   | EUA 3   | MEX Ret | BRA 3   | ABU 4   |         |         |        | 3.º    | 278    |
| 2016      | Ferrari                               | Ferrari SF16-H     | Ferrari 061 1.6 V6 t                | AUS 3   | BAR NL  | CHN 2   | RUS Ret | ESP 3  | MON 4   | CAN 2   | EUR 2   | AUT Ret | GBR 9   | HUN 4   | ALE 5  | BEL 6   | ITA 3   | SIN 5   | MAL Ret | JAP 4   | EUA 4   | MEX 5   | BRA 5   | ABU 3   |        | 4.º    | 212    |
| 2017      | Ferrari                               | Ferrari SF70H      | Ferrari 062 1.6 V6 t                | AUS 1   | CHN 2   | BAR 1   | RUS 2   | ESP 2  | MON 1   | CAN 4   | AZE 4   | AUT 2   | GBR 7   | HUN 1   | BEL 2  | ITA 3   | SIN Ret | MAL 4   | JAP Ret | EUA 2   | MEX 4   | BRA 1   | ABU 3   |         |        | 2.º    | 317    |
| 2018      | Ferrari                               | Ferrari SF71H      | Ferrari 062 EVO 1.6 V6 t            | AUS 1   | BAR 1   | CHN 8   | AZE 4   | ESP 4  | MON 2   | CAN 1   | FRA 5   | AUT 3   | GBR 1   | ALE Ret | HUN 2  | BEL 1   | ITA 4   | SIN 3   | RUS 3   | JAP 6   | EUA 4   | MEX 2   | BRA 6   | ABU 2   |        | 2.º    | 320    |
| 2019      | Ferrari                               | Ferrari SF90       | Ferrari 064 1.6 V6 t                | AUS 4   | BAR 5   | CHN 3   | AZE 3   | ESP 4  | MON 2   | CAN 2   | FRA 5   | AUT 4   | GBR 16  | ALE 2   | HUN 3  | BEL 4   | ITA 13  | SIN 1   | RUS Ret | JAP 2   | MEX 2   | EUA Ret | BRA 17† | ABU 5   |        | 5.º    | 240    |
| 2020      | Ferrari                               | Ferrari SF1000     | Ferrari 065 1.6 V6 t                | AUT 10  | EST Ret | HUN 6   | GBR 10  | 70 12  | ESP 7   | BEL 13  | ITA Ret | TOS 10  | RUS 13  | EIF 11  | POR 10 | EMI 12  | TUR 3   | BAR 13  | SKH 12  | ABU 14  |         |         |         |         |        | 13.º   | 33     |
| 2021      | Aston Martin Cognizant F1 Team        | Aston Martin AMR21 | Mercedes M12 E Performance 1.6 V6 t | BAR 15  | EMI 15† | POR 13  | ESP 13  | MON 5  | AZE 2   | FRA 9   | EST 12  | AUT 17† | GBR Ret | HUN DSQ | BEL 5  | PBS 13  | ITA 12  | RUS 12  | TUR 18  | EUA 10  | CMX 7   | SAO 11  | CAT 10  | ARA Ret | ABU 11 | 12.º   | 43     |
| 2022      | Aston Martin Aramco Cognizant F1 Team | Aston Martin AMR22 | Mercedes M13 E Performance 1.6 V6 t | BAR EX  | ARA EX  | AUS Ret | EMI 8   | MIA 17 | ESP 11  | MON 10  | AZE 6   | CAN 12  | GBR 9   | AUT 17  | FRA 11 | HUN 10  | BEL 8   | PBS 14  | ITA Ret | SIN 8   | JAP 6   | EUA 7   | CMX 14  | SAO 11  | ABU 10 | 12.º   | 37     |

Notas

† – O piloto não terminou a prova, mas foi classificado por ter completado 90% da corrida.

## Vitórias por equipe
- Red Bull: 38
- Ferrari: 14
- Toro Rosso: 1